# Conrad Baden

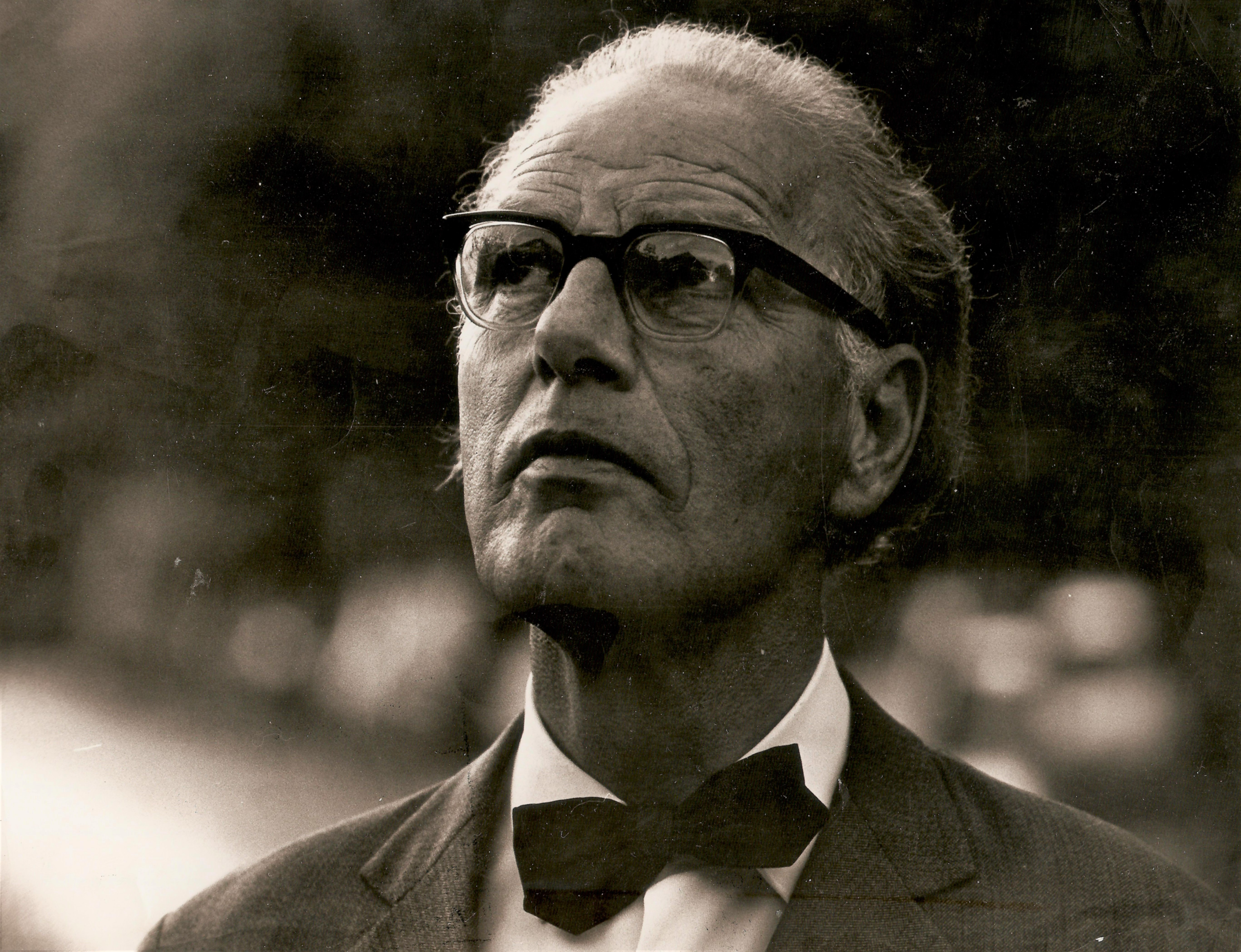
Conrad Baden 1966. Foto: Bergens Tidende

Conrad Baden (* 31. August 1908 in Drammen; † 11. Juni 1989 in Oslo) war ein norwegischer Komponist und Organist. Er hatte eine umfangreiche Produktion von Orchesterwerken, Kammermusik, Vokalwerken und Kirchenmusik. Er gilt als einer der bedeutendsten norwegischen Komponisten des 20. Jahrhunderts. Ein Großteil seiner Kompositionen kann auf Streaming-Diensten wie YouTube, Spotify, Apple Music, ITunes, Amazon und anderen Plattformen gehört werden.

## Studien
Conrad Baden erhielt seinen ersten Musikunterricht von seinem Organistenvater, der starb, als Conrad 17 Jahre alt war und kurz vor dem Abschluss der Business School stand. Er widmete sich der Musik und studierte Klavier und Orgel beim örtlichen Organisten Daniel Hanssen. Das junge Talent spielte bald vor Gottesdiensten und Oratorien. Mit 19 Jahren erhielt Baden eine Organistenposition in der Kirche Strømsgodset.

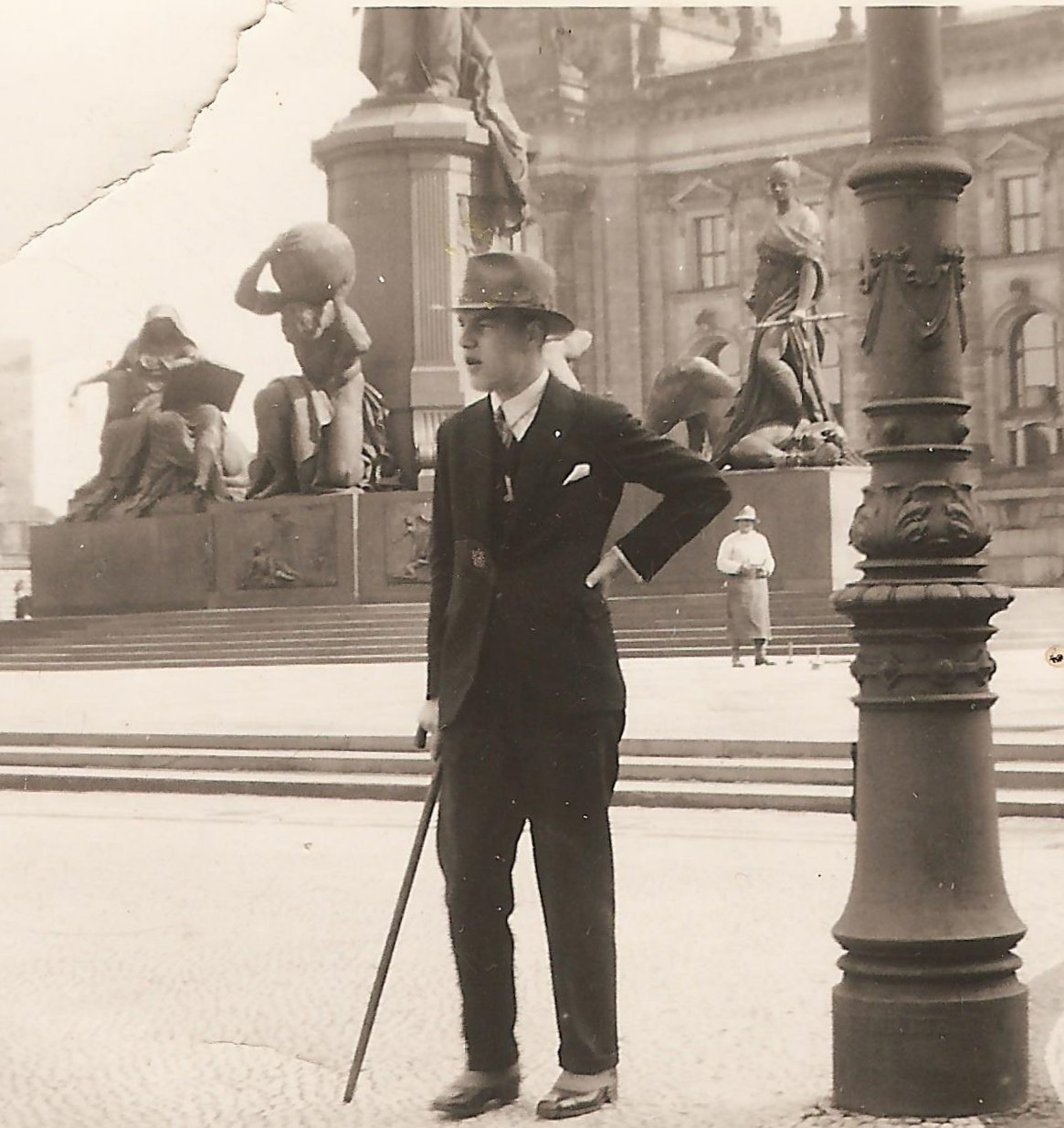
Conrad Baden in Berlin 1931

Statt am Musikkonservatorium in Oslo zu studieren, legte er 1931 direkt und mit hervorragenden Noten eine private Prüfung als Organist ab. 1931–32 studierte er Kirchenmusik am Leipziger Konservatorium und bekam starke Eindrücke von der Bach-Tradition. Kommilitonen waren der kommende Nidaros-Domorganist Ludvig Nielsen und der Komponist Geirr Tveitt.
In der Studienbericht von dem Kirchenmusikalischem Institut schreibt der Lehrer in Theorie und Komposition Günter Raphael: „Seine musikalische wie auch kompositorische Begabung ist außerordentlich groß“. Sein Klavierlehrer C. A. Martienssen nennt ihm „sehr begabt“, und sein Orgellehrer Karl Hoyer: „Herr Baden ist ein ausgezeichneter Orgelspieler“.
Als er nach Hause kam, studierte er Kontrapunkt bei dem Palestrina-Experten Per Steenberg und Instrumentierung und Komposition beim Komponisten Bjarne Brustad.

## Debüt
1936 gab er sein Debütkonzert als Organist im Osloer Dom. Er wurde schließlich als Organist und Komponist von Orgelwerken, Motetten und Hymnen bekannt. In den 1950er Jahren wurde heftig darüber diskutiert, einen spätromantischen Stil zugunsten des lutherischen und neobarocken Stils zu verlassen, und Baden war eine starke und radikale Stimme.
1943 wechselte er seine Position als Organist in die alte Kirche seines Vaters Strømsø in Drammen. 1946 trat er als professioneller Komponist in Oslo mit einem Kammermusikprogramm auf. 1961 zog er mit Frau und zwei Söhnen nach Oslo und war bis 1975 in der Ris Kirche tätig. Damit diente er 47 Jahre lang als Organist.

## Neoklassizismus in den 1950er Jahren
Badens früheste Werke aus den 1930er-Jahren sind romantisch und impressionistisch gehalten. Gleichzeitig sind seine kirchlichen Motetten von der Renaissance inspiriert und im strengen polyphonen Palestrina-Stil, den er ihm Per Steenberg unterrichtete. Die Werke der späten 1940er Jahre und nach einer Studienreise nach Paris 1950–51 wurden vom französischen und deutschen Neoklassizismus beeinflusst, insbesondere von Honegger und Hindemith.
Ein Durchbruch als Orchesterkomponist gelang ihm 1955 mit der Aufführung der 1. Symphonie. Ein besonderes neoklassizistisches Werk ist die Märchen Suite für Orchester (1960), die von traditionellen norwegischen Märchen inspiriert wurde.

## Modernismus
In den 1960er-Jahren entwickelten jüngere Komponisten wie Egil Hovland und Knut Nystedt eine radikalere Tonsprache, die von der Zwölftontechnik inspiriert war. Baden hatte bereits 1958 kritisiert, "die Kluft zwischen Kirchenmusik und Konzertmusik …, ein Kirchenideal, das sich im Laufe der Zeit zunehmend von der musikalischen Praxis der Gegenwart distanziert".
Baden selbst war von der zunehmenden Radikalisierung der zeitgenössischen Musik beeinflusst. Er begann, Themen aus der Zwölftontechnik und mit kühneren Dissonanzen zu verwenden. Die Notwendigkeit einer Neuorientierung führte 1965 zu einem Studium in Wien bei Hanns Jelinek, einem Schüler der Zwölftonpioniere Arnold Schönberg und Alban Berg. Obwohl er als "schrecklicher Taschenrechner" erlebt wurde, trug der Besuch zu einer dauerhaften stilistischen Befreiung bei.

## Kompositionen
Während seiner Tätigkeit als Organist, Musikkritiker und Pädagoge komponierte er 146 Werke in den meisten Formen. Zu seinen 20 Orchesterwerken zählen Solokonzerte für Klarinette, Bratsche, Klavier, Fagott und Cello. Von 1952 bis 1980 komponierte er sechs Symphonien.
Zu den Chorwerken gehören eine Messe (1949) mit dem klassischen lateinischen Text und 11 Kantaten für besondere Anlässe in Städten und Kirchen. Viele norwegische Kirchenchöre haben einige seiner 45 Motetten für den Gottesdienst gesungen. Bearbeitungen norwegischer religiöser Volkstöne machen einen großen Teil seiner zahlreichen Lieder für Chor- und Sololieder aus.
Zu seinen 35 Kammermusik- und Klavierwerken gehören Suiten und Sonaten, auch für Kinder. Unter seinen 33 Orgelwerken gibt es 11 Variationen von Volksliedern und Chören. In freien Orgelwerken wie Sonaten (die erste im Jahr 1939) und Orgelsuiten bewegt sich die Tonsprache parallel zur Entwicklung der zeitgenössischen Musik, von der Spätromantik über den Neoklassizismus bis zum Expressionismus. Ûber sie Suite Pezzi Concertante (1966) sagt der Orgelkünstler Harald Herresthal als "ausdrucksstark und fast vulkanisch emotionaler Ausbruch ".
Die radikalere Tonsprache der 1960er Jahre zeigt sich im Orchesterwerk Variazioni (1963). Dort probiert er den Zwölftonstil aus, der am stärksten in Hymnus für Gesang und drei Instrumente (1966) zum Ausdruck kommt. Eine solche klangliche Befreiung in Kombination mit klassischen Formen kennzeichnete ihn für den Rest seines Lebens in der zweiten Hälfte seiner insgesamt sechzigjährigen Kompositionsarbeit. Er wird als stilistisch vielfältiger Komponist beschrieben.

## Pädagoge und Kritiker
Ab 1947 war er Lehrer für Kontrapunkt, Harmonie und Komposition am Musikkonservatorium in Oslo. Nach dem Übergang des Konservatoriums 1973 zur Musikhochschule Norwegens war er bis 1978 außerordentlicher Professor. Er war 30 Jahre lang von zentraler Bedeutung für den Theorieunterricht. Zu seinen zahlreichen Schülern zählen Harald Herresthal, Trond Kverno und Ragnar Söderlind. Auch Studenten, die anders komponieren wollten als der traditionelle klassische Stil, wie Arne Nordheim und Jazzmusiker wie Jan Garbarek, hatten Unterricht in Harmonie und Kontrapunkt (auch Conrad Punkt genannt!) bei ihm.
Auch wenn er ein ernsthafter Pädagoge war, war er für seinen Humor bekannt. Der Kompositionsprofessor Finn Mortensen drückt es so aus: „Hinter der Pfeife und den ernsten Merkmalen verbirgt sich die Fähigkeit zu einzigartigen Pointen und die Fähigkeit zum skurrilen Summen mit einem trocken-weißlichen Schnitt.“
Seit 1935 war er Musikkritiker in Zeitungen und Zeitschriften, und seine Kommentare geben wichtige Aussagen auf das norwegische Musikleben durch fünfzig Jahre.

## Werkverzeichniz – ausgewählte Werke
Nicht veröffentlichte Kompositionen sind in der Nationalbibliothek
Orchester
- 6 Symphonien: nr. 1 1952, nr. 2 1957, nr. 3 Sinfonia piccolo 1959, nr. 4 1970, nr. 5 Sinfonia voluntatis 1976, nr. 6 Sinfonia espressiva 1980
- Divertimento 1951
- Ouvertura Gioia 1953
- Pastorale e fuga 1958
- Märchen Suite 1960
- Variazioni 1963
- Fantasia breve 1965
- Concerto per orchestra 1968
- Intrada sinfonica 1969
- Pastorale og rondo 1983

Konzerte für Solo und Orchester
- Concertino für Klarinet und Streicher 1954
- Konzert für Viola und Orchester 1973
- Konzert  für Klavier und Orchester 1979
- Konzert  für Fagotte und Streicher 1981
- Konzert für Cello und Orchester 1986

Chor – größere Werke
- Messe 1949
- Eine kleine Weihnachtskantate, Puer natus 1965 Norsk Musikforlag
- Passion Kantate 1964 Norsk Musikforlag

Chor mit und ohne Begleitung, auch Gemeindehymnen Gemischter Chor SATB, sofern nicht anders angegeben
- Four motets after Book of Psalms 1935–36. Norsk Musikforlag
- Nine hymns 1940–41 (Tenk når en gang/Eg veit ei hamn Norwegian Hymnal)
- Ten religious folk tunes for male choir 1947 Lyche musikkforlag
- Five songs for male choir 1942–49 Norsk Notestik, Musikk-Huset og Lyche
- Thirteen choral songs 1940–51 Norsk Musikforlag og Musikk-Huset
- Two arrangements of folk tunes for women’s choir and organ 1962. Concordia
- Eight motets 1965 (Ikke enhver som sier. Lyche)
- Two songs and two motets for SAB 1964–67 (Fader jeg vil, Alle de som Faderen Lyche)
- Two choral arrangementes 1963–68 (O Herre Krist, Jeg vil meg Herren) Lyche
- Two Hamsun songs for male choir 1959–60 (Tonen. Lyche)
- Seven motets 1961-69 Østnorsk musikkforlag and Lyche
- Two motets for choir and organ (Psalm 150 and Se,Gud er min frelse) Norsk Musikforlag. Lyche
- Three church song for children’s/women’s choir 1953–70 (Ave Maria og Sanctus, Lyche)
- Seven Skjæraasensongs for childrens/women’s choir 1955–70 Lyche
- Four introitus for choir and organ 1964–70 (Stå opp, Vi er hans verk, I samme stund. Lyche)
- Two motets 1958–70 (Pange Lingua, Trøst mitt folk) Lyche
- Five Setrom-songs for male choir 1942–71 Norsk Musikforlag. Lyche
- To Spring songs for women’s choir 1960–71 Tekst Vinje, Sande. Norsk Musikforlag. Lyche
- Four songs 1960–72 (Ja, Herre, eg høyrer. Norderval. Lunde forlag)
- Six arrangements of religious folk tunes 1958–75 Lyche
- Ten hymns 1979 (Som spede barnet Norwegian Hymnal)
- Thirteen hymns 1979 (Vi hilser din gjenkomst Norwegian Hymnal 1985)
- Herre ha takk, from Eight solo songs. Text Trygve Bjerkrheim. 1981
- Seven motets 1981–87 (Jeg er oppstandelsen, I fred Norsk Musikforlag). Lyche
- Thirteen hymns. Text Svein Ellingsen 1983–88 (Døden må vike Norwegian Hymnal)
- Taubeana for mixed choir, baryton and piano. 1979. Potpourri on six songs by Evert Taube

- Sixteen songs 1971–89 (Lykken/Happiness for children’s chorus Skjæraasen. 1971 Wilhelm Hansen/Reimers. God Nat/Good Night Wergeland for children’s chorus 1976. Lilja Aslaug Vaa, 1977, for women’s chorus. Norsk Musikforlag)

Kammermusik
- 4 Streichkvartette (nr. 1 1941, nr. 2 1943, nr. 3 1961, nr. 4 1983)
- Sonata for violin and piano 1941
- Piano Trio 1947
- Alla marcia, from Little suite for piano 1947, arr. for 11 wind instruments. E. Gamm Musikverlag, Bochum
- Trio for flute, obo and clarinet 1957 Lyche
- Flute sonata (solo) 1957 Norsk Musikforlag
- Elegie for violin and organ 1960 Lyche
- Wind quintet no 1 1963, no 2 1982
- Wind trio no 2 (Divertimento) for flute, obo and clarinet 1964
- Hymnus (Vexilla regis) for alto, flute, oboe and viola 1966 Norsk Musikforlag
- Clarinet quintet 1971
- Fantasi boreale for cello and piano 1974
- Partita folk tune Now the day is over, for brass sextett 1975. Norsk Musikforlag
- Mini-trio for flute, clarinet and bassoon 1977
- Sonata nr. 1 for obo and organ 1978
- Sonata for bass clarinet and piano 1978
- Two movements for violin and organ 1983 (with Elegie 1960 Sonata)
- Sonata for flute and piano 1984
- Pezzi sentimento per violoncello 1984
- Dialogues for two clarinets 1984
- Sonata nr. 2 for obo og keyboard 1985

Klavier
- Kleine suite 1947 Preludium.Vals.Fughetta.Vise. Alla marcia
- Scherzo 1957 Pro Piano hefte 3 Lyche
- 10 small pieces for children. 1963. Lyche
- Three piano pieces 1964. Preludium, Aria, Scherzo
- Ten small pieces for piano. For education 1967. Norsk Musikforlag
- 10 Bagatelles for piano 1971. Norsk Musikforlag
- Choral partita nr. 5 for keyboard, folk tune I himmelen 1975 Norsk Musikforlag
- Suite for piano 1976 Preludio. Tema con variazioni. Intermezzo. Toccata.
- Variazioni libere 1979

Orgel
- Passacaglia 1930
- Choral partita no 1 Christ lag in Todesbanden 1936 Norsk Notestik
- Sonata b-minor 1939. Cantando
- Phantay and fugue St. Olav-song Ljoset yver landet dagna 1939
- Three choral preludes 1946 In collection 28 koralforspill av norske organister. Norsk Musikforlag
- Toccata, choral and fugue St. Olav-song Lux illuxit 1946 Lyche
- Four chorale preludes Våkn op. Kom hit. Gud skal allting lage. Sørg, o kjære Fader 1949 Lyche
- Prelude, pastorale and chaconne 1951 Nordiska Musikförlaget, in Musica Organi III
- Five organ chorales. Melodies by L.M.Lindeman 1955 Lyche
- Sonatina 1956
- Toccata, choral and fugue religious folk tune Korset vil jeg aldri svike 1957 Lyche
- Choral partita nr. 2 Macht hoch die Tür 1960. Cantando
- Organ book from Strømsø church 56 organ chorales and chorale preludes 1943–60
- Twelve organ chorales on Norwegian folk tunes 1958–61 Lyche
- Two organ works for advent 1958–63 (Toccata Konge er du visst Cantando)
- Pezzi concertante, suite. Preludio. Pastorale. Tema con variationi. Fuga. 1966. Norsk Musikforlag
- Nuptial intrada nr. 1 Kjærlighet er lysets kilde 1969 Vest-Norsk, in Norwegian Processional Music
- Choral partita nr. 3 O Lamm Gottes 1972 Cantando
- Choral partita nr. 4 religious folk tune Jeg ser deg O Guds lam 1972. Norsk Musikforlag
- Sonata sacra 1974. For Maria Church, Bergen.
- Choral partita nr. 5 for keyboard, folk tune I himmelen 1975 Norsk Musikforlag
- Organ book from Ris church 1961–75 Ca. 750 organ chorales and choral preludes. Selections in
- Musikkhuset (50 Organ chorales) and Cantando-Permen
- Suite boreale. Introduksjon. Toccata. Interludium. Passacaglia. 1976
- Chorale partita nr. 6 Jeg løfter opp til Gud min sang 1976. Noton-Cantando
- Sonata nr.1 for obo and organ 1978
- Sonata rigorosa (Organ sonata nr. 3) 1978
- Choral phantasy Grosser Gott, wir loben dich 1980 Cantando
- Sonata al festo (Organ sonata nr. 4) 1984
- Sonata nr. 2 for obo and keyboard 1985
- Nuptial intrada nr. 2 1984. Cantando in Jubilate nr. 2

Lieder (Auswahl)
- To Norwegian songs and Lilja. 1942 Text Aslaug Vaa. Lyche
- Four songs 1942.Text Henrik Rytter. Lyche
- Four Skjæraasen songs (Sinn, Norsk salme, Sang på elva, Gjenskinn)1972 Norsk Musikforlag (In 6 Songs)
- Two biblical songs for soprano, oboe and organ (Til deg Herre, Jeg vil glede meg) 1975
- Fourteen religious folk tunes 1963–75 (I dag er nådens tid og Gå varlig. Concordia)
- Four solo motets. Gospel of John 1966–76
- God nat (Good night) 1976. Text Wergeland. Barnesalmeboka Verbum-IKO
- Three songs (Di makt, Bruheim. Fødd i går, H. M. Vesaas. August, Skjæraasen) 1979 Norsk Musikforlag (In 6 Lieder)
- Three solo motets for deep voice (Søk Herren, Drag inn, Fariseeren og tolderen) 1980
- Alte Maria Weise, arrangement 1982. Norsk Musikforlag (In 6 Lieder)
- Four biblical songs for deep voice, Book of Psalms 1983–85

3 Melodien im Norwegischen Psalmbuch 2013
- 868 Eg veit ei hamn (Original Tenk når engang) 1941 Text Bjarne Rabben
- 576 Som spede barnet 1979 Text Britt G. Hallqvist
- 209 Døden må vike 1983 Text Svein Ellingsen

## Diskografie
Orchester
- Concertino for clarinet and strings Philips 1972. Simax 2008 PSC 1802. CD GRONG GMP 2010.
- Pastorale and fuge for chamber orchestra Simax 2008 PSC 1802
- Märchen Suite Simax 2008 PSC 1802
- Variazioni. Simax 2008 PSC 1802
- Fantasia breve. Philips 1978
- Intrada sinfonica. Philips 1972. Simax 2008 PSC 1802
- Piano concerto. Simax 2008 PSC 1802
- Sinfonia espressiva, nr. 6. Norwegian composers 1983 and Norsk musikkproduksjon 1988

Kammermusik
- Wind trio nr. 1. Philips 1967. Norwegian composers 1983
- Flute sonata, solo Norsk komponistforening 1986
- Hymnus for song and three instruments Kirkelig kulturverksted 1978. Lawo 2020
- Clarinet quintet Philips 1980
- Suite for piano. Norwegian composers 1983
- Sonata nr. 1 for oboe and organ. Kirkelig kulturverksted 1978
- Sonata for bass clarinet and piano. Norsk musikkproduksjon 1989/2002
- Variationi libere for piano. Norwegian composers 1983

Orgel
- Toccata, choral and fuge folk tune Korset vil jeg aldri svike. Philips 1969. Vest-Norsk Plateselskap 2005
- From Twelve organ chorales on folk tunes. Rogalyd/PaVi 2000
- Pezzi concertante. Norwegian Composers 1976
- Chorale partita nr. 4on folk tune Jeg ser deg O Guds lam Norwegian Composers 1977 og 2014.
- Chorale partita nr. 5 for keyboard, folk tune I himmelen. Hamar domkirke 2012
- Chorale partita nr. 6 Jeg løfter opp til Gud min sang. Varese 1983 VS-84002

Vokalmusik
- Nuptial Hymn for choir Lu-mi 1975
- Norwegian song, Eg er’kje eismal for solo and piano. Nor-Disc 1970
- Religious folk tune Mitt hjerte alltid vanker for male choir Eton 1972
- A little Christmas Cantata Puer natus 1965 Norsk Musikforlag. Kirkelig kulturverksted 1978
- Psalm 150. MLLP Nidaros domkirke 1986
- Sanctus for children’s choir. HMV-EMI 1970
- Introitus for choir and organ. Kirkelig Kulturverksted 1975
- Pange lingua, motet Kirkelig kulturverksted 1978
- Trøst mitt folk, motet. Kirkelig kulturverksted 1978
- Sus, sunnanvind for male choir. Cantio 1994
- Ja, Herre, eg høyrer for choir. Lynor 1975
- Skjæraasen songs for solo and piano. Norwegian Composers 1983.
- Two biblical songs Kirkelig kulturverksted 1978
- Religious folksongs for song and piano/organ. Lu-mi 1973
- Three solomotets Gospel St. John, Hamnes DSH02 2012
- Thres solo songs. Norwegian Composers 1983. Euridice 2008
- Herre ha takk/Thank The Holy Spirit for song and organ Lynor 1984
- Vaarkjenning for women’s choir. Varese 1983